# Землетрясение в Амбато (1949)
Землетрясе́ние в Амба́то 1949 го́да — землетрясение, произошедшее 5 августа 1949 года в эквадорской провинции Тунгурауа, недалеко от административного центра — города Амбато. Оно стало самым разрушительным землетрясением в Западном полушарии за пять лет, в результате погибли 5050 человек. Землетрясение было силой 6,8 по шкале Рихтера, гипоцентр находился в 40 км (25 миль) от поверхности.
Близлежащие деревни Гуано, Патейте, Пелилео и Пильяро были уничтожены, а город Амбато был сильно разрушен. Землетрясение сравняло с землей целые здания, а последующие оползни и обвалы нанесли ущерб провинциям Тунгурауа, Чимборасо и Котопакси. Подземные толчки ощущались в крупнейшем городе Гуаякиле и столице Эквадора Кито.
Землетрясение произошло на стыке двух взаимосвязанных тектонических областей: субдукции плиты Наска при Южно-Американской плите и Андского вулканического пояса. По состоянию на 2012 год в Эквадоре, в связи с межплитной и внутриплитной сейсмической активностью, существует опасность следующего землетрясения.

## Обстановка
В Эквадоре часто происходят землетрясения. Рядом с зоной субдукции Наска межплитные землетрясения происходят в течение последних 80 лет. В 1949 землетрясение в Амбато стало вторым по разрушительности землетрясением в современной истории Эквадора, уступая лишь землетрясению Риобамбы 1797 года, и самым разрушительным землетрясением в Западном полушарии со времен землетрясения в Сан-Хуано 1944 года. С 1949 года в стране произошло несколько сильных землетрясений, в том числе, так называемые эквадорские землетрясения 1987 и 1997 годов. Кроме того, в стране ощущалось перуанское землетрясение 2007 года.

## Геология

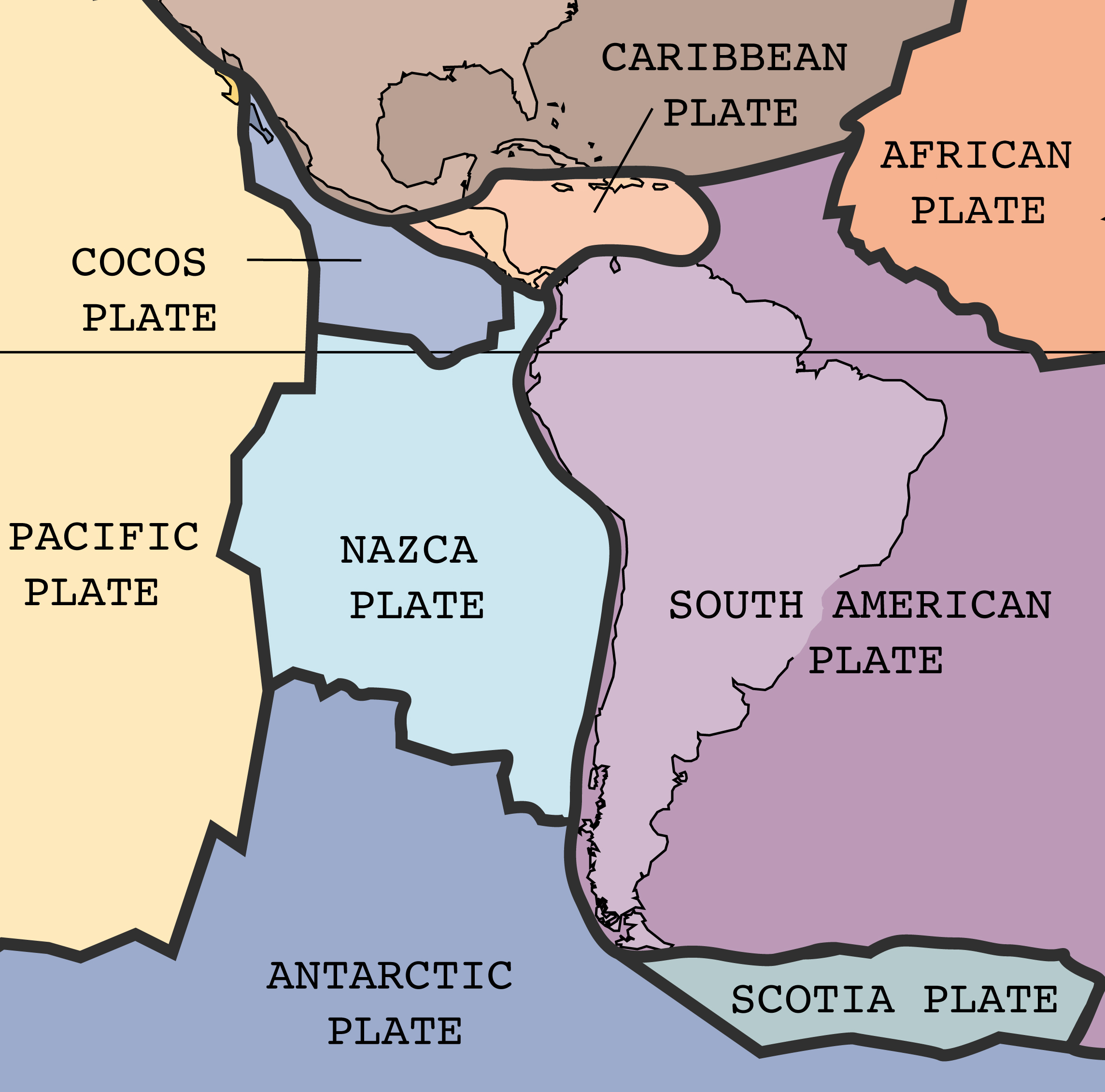
В настоящее время плита Наска погружается под Южно-Американскую плиту, создавая обширную вулканическую и сейсмическую активность.

Большая часть южноамериканской сейсмической активности и вулканизма вызвана субдукцией океанической плиты Наска под континентальную Южно-Американскую плиту и субдукции литосферы Тихого океана под южноамериканским континентом. Эта активность происходит на протяжении 6000 км (4000 миль) вдоль западного побережья континента, и, вероятно, связана с областью разломов вблизи впадины Эквадора. А область разломов может функционировать в качестве самостоятельной микроплиты.
Хребет Карнеги Ридж движется под территорией Эквадора, вызывая поднятие прибрежных районов. Движение хребта, возможно, также изменяет тип разломов вдоль побережья, вызывая сдвиги (разломы, которые перемещаются горизонтально относительно друг друга). Об этом свидетельствует изменения хода разлома Якуина, который, в отличие от остальной части разломов бассейна Панамы, направляется на запад, а не с севера на юг. Все это свидетельствует о том, что Карнеги-Ридж, вероятно, находится в процессе столкновения с континентальной частью Эквадора. Это столкновение вызвало сильные землетрясения в Риобамбе (1797 год) и в Алауси (1961 год). Некоторые из северо-западных и юго-восточных движений разломов сходятся в Интер-Андской долине, где в 1949 году и произошло землетрясение в Амбато.
Эпицентр землетрясения в Амбато возник в 40 км от поверхности, под горой, которая находится в 72 км от Амбато. Разрушение ближайших разломов, разрыв пластов горной породы и выход ударной волны на поверхность способствовали обрушению целых зданий. Журнал «Life» сообщил, что сначала местные сейсмологи сообщили о силе землетрясения в 7,5 баллов по шкале Рихтера, но позже официальные измерения были пересмотрены до 6,8 баллов.

## Разрушения и жертвы

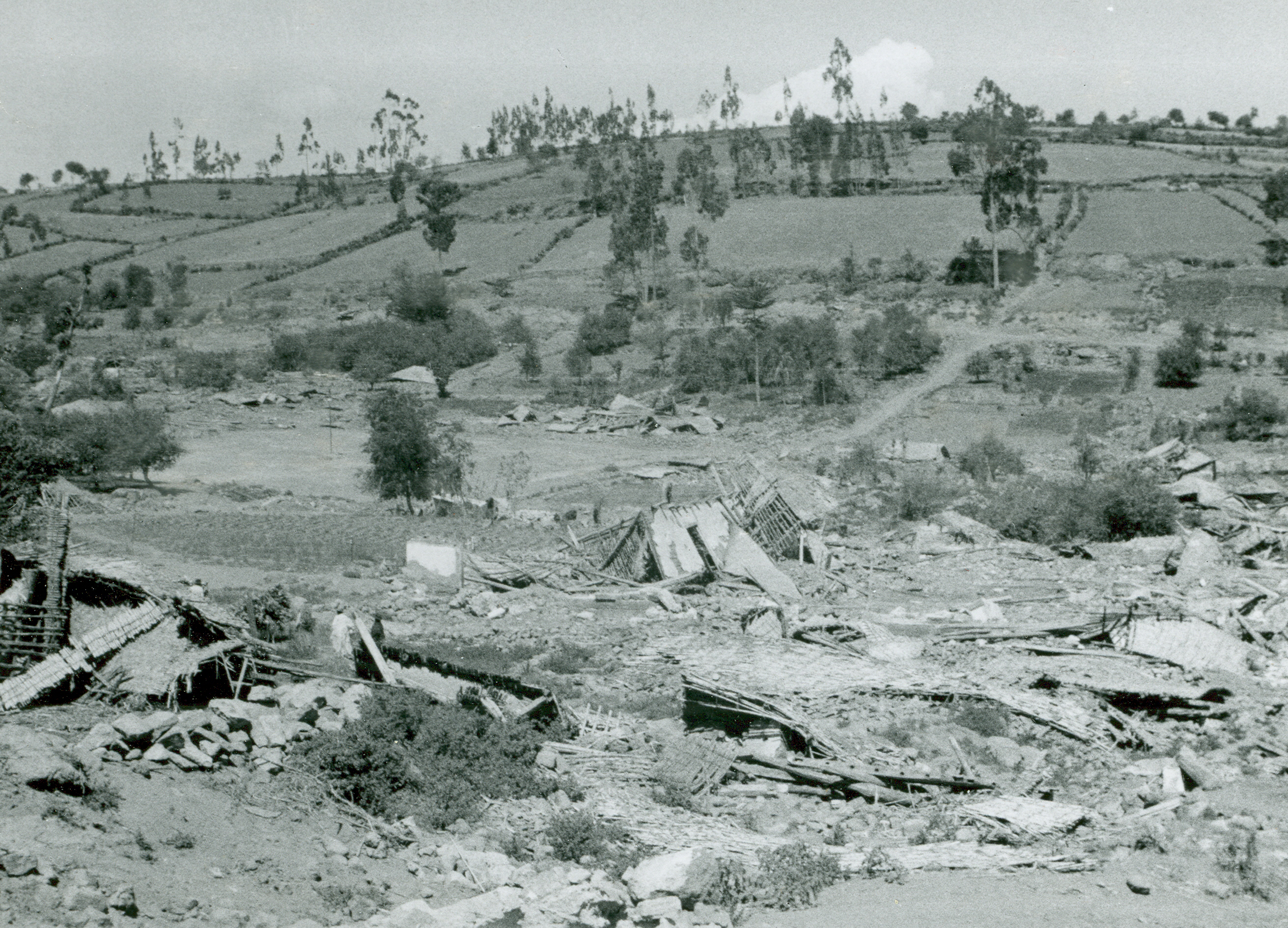
Руины домов в Пелилео после землетрясения

Основное землетрясение произошло после более слабого (форшок), которое было достаточно сильным, чтобы вызвать панику и заставить людей бежать из домов на улицу. Основной толчок возник к юго-востоку от Амбато. Когда произошло основное землетрясение, главный собор Амбато и военные казармы рухнули, как и большинство зданий города. Десятки молодых девушек готовились к первому причастию и погибли во время разрушения собора. Ударные толчки разрушили водопроводную систему и линии электропередач, открыли трещины в земле, превратили мосты в груды развалин и пустили под откос поезда. Землетрясения разрушили здания в ближайших к Андам деревнях, оползни заблокировали реки и дороги. Деревня Либертад с населением 100 человек вблизи Пелилео, провалилась на 460 метров в огромную дыру около 800 метров в диаметре. Интенсивность землетрясения по шкале Меркалли в крупнейших городах Эквадора, Кито и Гуаякиль, равнялась IV из XXII возможных.
Первоначальные сообщения (около 7 августа) оценили число погибших в 2700 человек. В городах Патейте и Пелилео пострадавший было больше всего, 1000 и 1300 погибших, соответственно. В самом же Амбато было сообщено о 400—500 погибших, а по оценкам посольства Эквадора в Вашингтоне от 1000 до более чем 2000 человек получили ранения. В городе Пильяро, разрушенном землетрясением, было более 20 погибших. В Латакунге погибло 11 человек, 30 были ранены, а 50 домов, две церкви и здание местной администрации были разрушены. Ещё пятнадцать других населенных пунктов также сильно пострадали, включая Гуано, который был разрушен.
Предполагалось, что в Пелилео погибло около 3200 человек, но позже число жертв уточнилось до 4000. Должностные лица сообщили, что многие из убитых были внутри зданий, которые разрушились, либо были убиты наводнением, вызванным блокировкой дренажного канала. Многие другие были раздавлены оползнями с близлежащих гор. Ни один из домов в Пелилео не остался целым, многие здания были разрушены или провалились в большие трещины, которые образовались в земле. 75 процентов домов в Амбато остались стоять, но были сильно повреждены. А 8 августа повторные толчки значительной силы вновь ударили по городу.
Окончательное число жертв, по данным Геологической службы Соединённых Штатов, составило 5050 человек, от землетрясения пострадали около 30 населённых пунктов, и ещё около 100 000 человек остались без крова.

## Оказание помощи
Президент Эквадора, Гало Плаза Лассо, вылетел в Амбато и лично стал руководить оказанием помощи пострадавшим. Плаза приказал провести спасательные операции в течение нескольких дней после катастрофы. Группа добровольцев из Красного Креста помогала пострадавшим медикаментами. Армия Соединённых Штатов направила две группы со средствами для переливания крови для помощи жителям разрушенных городов. Мэр Майами вместе с семью другими американскими политиками начал кампанию по сбору средств на медикаменты и одежду, впоследствии переправив в Эквадор 69 кг (150 фунтов) лекарств компании Rexall. Несколько соседних стран послали свои самолёты с медикаментами и пищей. В течение двух часов с момента запуска сбора средств было собрано 250 000 эквадорских сукре (около $14 815 по курсу 1949 года).
7 августа самолёт с 34 спасателями из нефтяной компании Shell упал в 32 км от Амбато. Все находившиеся на борту погибли. Через несколько дней после землетрясения в Пелилео начали распространяться болезни, в том числе малярия. Власти призвали на помощь команду американских солдат, которые очищали воду специальными устройствами и распыляли с самолёта ДДТ. Больные были помещены в карантин, им было запрещено покидать город.

## Последствия

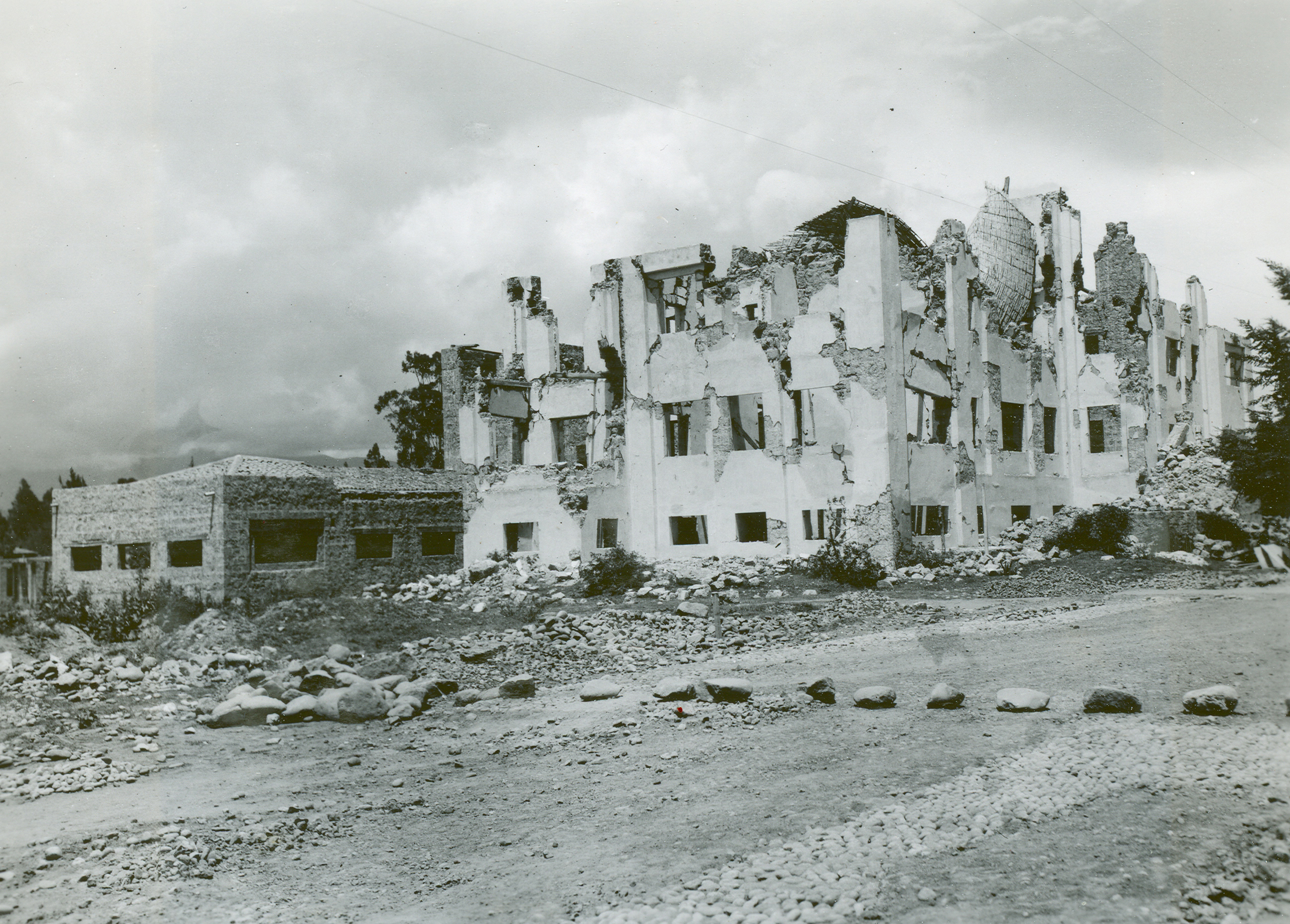
Больница в Амбато, разрушенная в результате землетрясения

Землетрясения значительно повлияло на ряд городов: оно уничтожил Гуано, Патейте, Пелилео, Пильяро и одну треть Амбато. Город Амбато стал «местом страданий и боли», в котором «десятки похоронных процессий пробирались между руинами». От совершенно новой больницы осталось лишь четыре стены, а большинство зданий в городе были разрушены. В Пелилео спасатели обнаружили жителей, которые кормили засыпанных людей через дыры в земле. Спасательные работы проходили во время повторных подземных толчков и проливных дождей.
Стремясь помочь пострадавшим от землетрясения жителям, 29 июня 1950 года власти организовали фестиваль фруктов и цветов. Фестиваль прошёл успешно и впоследствии стал ежегодным мероприятием, проводящимся каждый год во время карнавала, и в настоящее время является важной туристической достопримечательностью. Амбато был полностью перестроен после землетрясения. Разрушенный главный храм города Амбато был в 1954 году заменен новым собором, известным как La Iglesia Catedral. Пелилео был выстроен на новом месте примерно в 2 км от своего предыдущего местонахождения.

## Текущая ситуация
Амбато часто посещается туристами, путешествующими по Панамериканскому шоссе. Город известен своим обширным рынком, предлагающим широкий спектр товаров, включая местные деликатесы и цветы, и за его quintas (поместья) — старинные усадьбы, которые служат историческими парками, некоторые из которых были основаны задолго до землетрясения.
В Эквадоре по-прежнему существует риск землетрясений: как внутриплитных (например, в марте 1987 года), так и межплитных. Внутриплитная сейсмическая активность, как правило, связанная с оползнями и разжижением грунтов, представляет собой серьёзную угрозу, так как она может быть гораздо более мощной, чем межплитная сейсмическая активность.